# Privatisation par coupons

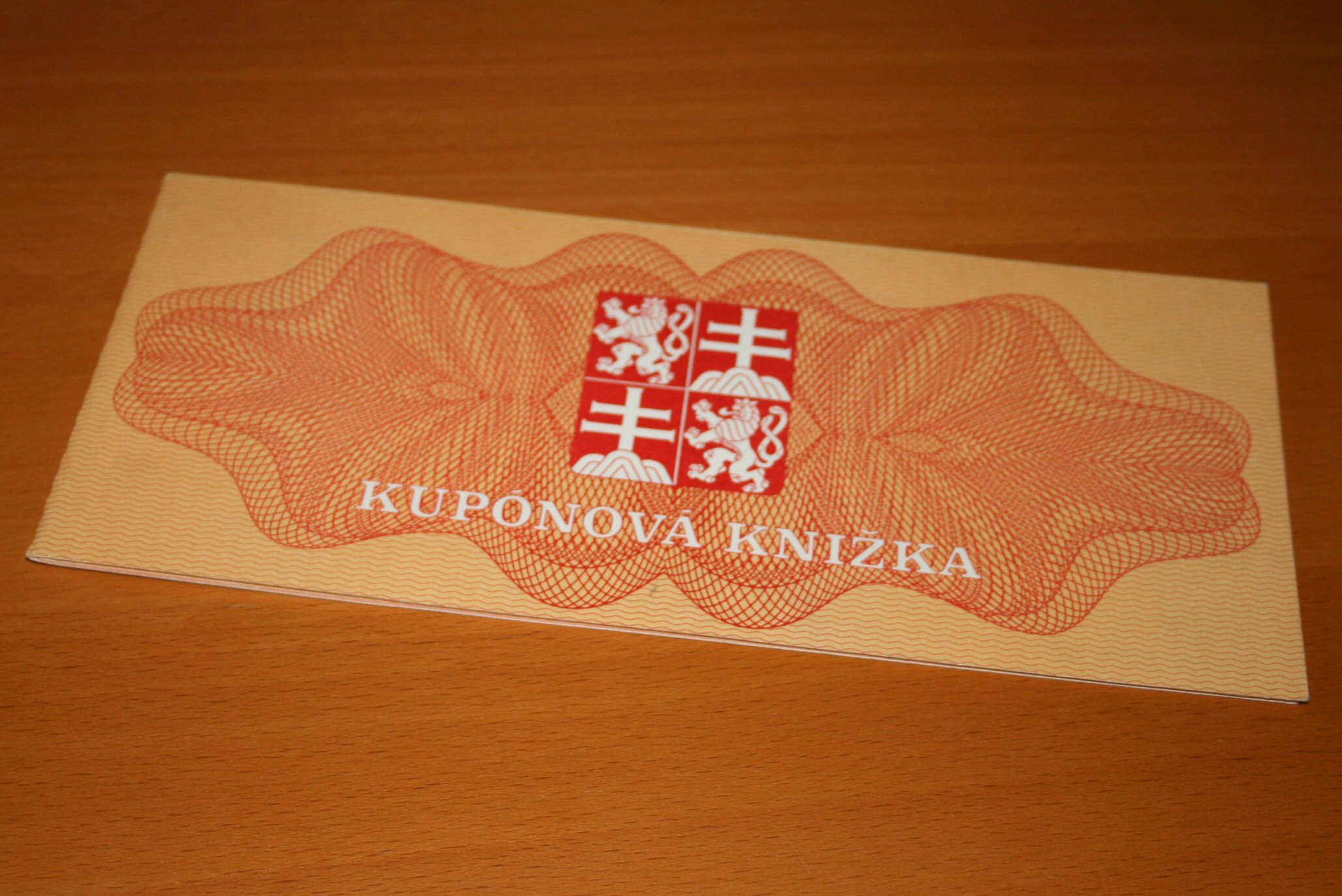
Bon de privatisation de la Tchécoslovaquie

La privatisation par coupons (Voucher privatization en anglais, Kupónová privatizace en tchèque, Приватизационный чек en russe) est une méthode de privatisation par laquelle tous les citoyens reçoivent presque gratuitement des bons qui représentent potentiellement des actions dans les entreprises publiques. C'est une méthode qui a été utilisée entre le début et le milieu des années 1990 dans les pays d'Europe de l'Est et centrale (Russie, Pologne, Slovénie, Tchécoslovaquie). Chaque citoyen peut recevoir le même nombre de bons ou un nombre variable selon l'âge ou l'ancienneté dans le monde du travail. 

## L'expérience tchécoslovaque
La Tchécoslovaquie a été un des premiers pays à mettre en place une privatisation par coupon sous l'influence de Václav Klaus, alors ministre des Finances du pays. Six millions de tchèques (sur 10 millions) purent alors acheter pour mille couronnes tchécoslovaques - l'équivalent d'un tiers de salaire mensuel moyen de l'époque - un « carnet de coupons » (kupónová knížka). Ce dernier donne le droit d'acquérir des actions dans les entreprises publiques à privatiser, un call en termes financiers. Le but était de transformer l'une des sociétés les plus marquées par le dirigisme en une société de petits actionnaires. 
Cette méthode permettait d'éviter la concentration des actions des entreprises publiques dans les mains de l'ancienne nomenklatura. Elle permit également une privatisation rapide de l'économie puisqu'en décembre 1994, 80% des entreprises autrefois publiques avaient été rendues au privé. Václav Klaus put ainsi déclarer lors de la fin de ce processus de privatisation, au 31 décembre 1996, que le processus de transition vers l'économie de marché était achevé.
Les résultats furent néanmoins décevants, illustrant en particulier le besoin d'un cadre réglementaire et législatif stable pour le bon fonctionnement du marché, déjà souligné par la tradition libérale. Ainsi, la loi sur la comptabilité qui uniformise la présentation des états financiers des entreprises sur le modèle européen ne date que de 1993 quand la privatisation par coupons commença elle en 1991. Les présentations héritées du communisme mélangent allègrement recettes des ventes de produits et subventions à la production. Dans ce cadre flou, les escrocs fleurirent donc, en particulier Viktor Kožený.
En outre, le manque de capitaux nouveaux s'est fait ressentir et a causé des difficultés parmi les entreprises, que seule l'ouverture aux capitaux étrangers et aux méthodes de gestion modernes ont pu lever. Par ailleurs, le manque de gradualisme et de transparence dans le processus n'a pas amélioré l'efficacité du processus. 
János Kornai en particulier s'est opposé à la privatisation par coupons, appelant plutôt de ses vœux une vente aux enchères progressive aux investisseurs privés.